# Marilú Quiroz
Marilú Quiroz (Resistencia, Argentina; 20 de junio de 1957) es una empresaria y política argentina del partido Propuesta Republicana. Es Diputada de la Nación Argentina por la Provincia del Chaco desde 2021.

## Biografía
Nacida en Resistencia, Provincia del Chaco, Quiroz es empresaria turística.
El 10 de diciembre de 2021, asumió como Diputada de la Nación Argentina por la Provincia del Chaco.

## Historial electoral
| Año  | Candidatura                                      | Partido/Coalición                          | Elección     | votos   | Porcentaje       | Resultado                  |
| ---- | ------------------------------------------------ | ------------------------------------------ | ------------ | ------- | ---------------- | -------------------------- |
| 2021 | Diputado de la Nación por la Provincia del Chaco | Propuesta Republicana/Juntos por el Cambio | Legislativas | 258.654 | \| \| 42,74 % \| | { Electa (2do lugar lista) |
|      | 42,74 %                                          |                                            |              |         |                  |                            |